# Bertil Östbo
Bertil Östbo (* 8. Juni 1916 in Trollhättan; † 18. September 2007 in Schweden) war ein schwedischer Unternehmer und Kunstmäzen in Linz und Oberösterreich.

## Leben und Wirken
John David Bertil Östbo war nach seinem Studium elf Jahre als Chefingenieur in der schwedischen Großindustrie tätig, bevor er 1954 mit dem Aufbau seiner Bertil Östbo AG und der Entwicklung und Lieferung hochqualitativer Industrie- und Forschungserzeugnisse begann. 
Aus dieser Zeit stammt auch die enge Verbindung zur VOEST und zu Linz, wo er 1974 die von der Kulturdirektion der Stadt Linz verwaltete Bertil-Östbo-Bruckner-Stiftung gründete.
1985 organisierte er gemeinsam mit Ernst Balluf die Großausstellung Brucknerland Österreich in Södertälje (Schweden) unter Teilnahme von 25 bildenden Künstlern.
1995 stellte er die ersten Kontakte zwischen der Stadt Linz und den schwedischen Städten Norrköping und Linköping her, die schließlich in Städtepartnerschaften mündeten.

## Bertil-Östbo-Bruckner-Stiftung
Stiftungszweck der Bertil-Östbo-Bruckner-Stiftung ist die Intensivierung der Bruckner-Pflege. Es werden Preise an österreichische und internationale Interpreten von Kompositionen Anton Bruckners, an Bruckner-Forscher und Förderer der Musik Bruckners vergeben, ebenso wird dem schwedisch-österreichischen Kulturaustausch Augenmerk gewidmet.
Dem Kuratorium der Stiftung gehören der Bürgermeister der Stadt Linz, der Landeshauptmann von Oberösterreich und der Abt von Stift Sankt Florian an.
Preisträger der Stiftung waren bisher u. a.
- Augustinus Franz Kropfreiter
- Kurt Wöss
- Theodor Guschlbauer
- Ernst Balluf
- Franz Welser-Möst
- Manfred Mayrhofer
- Herbert Blomstedt
- Brucknerhaus

Träger der Bertil-Östbo-Bruckner-Medaille ist:
- Josef Ratzenböck[6]

## Ehrungen
- Ehrenmitgliedschaft der Mühlviertler Künstlergilde[4]
- Kulturmedaille der Stadt Linz (1986)
- Großes Ehrenzeichen der Stadt Linz (1992)
- Ehrenring der Stadt Linz (1997)
- Brucknerhaus-Ehrenring (2006)